# 上杉秋則
上杉 秋則（うえすぎ あきのり、1947年 - ）は、日本の公取官僚・法学者。専門は独占禁止法。一橋大学大学院国際企業戦略研究科教授。フレッシュフィールズブルックハウスデリンガー法律事務所東京オフィスシニアコンサルタント。公正取引委員会審査局長、公正取引委員会経済取引局長、第5代公正取引委員会事務総長を歴任。複数人での共同の筆名は大野 金一郎（おおの きんいちろう）。2017年瑞宝重光章受章。

## 来歴
東京大学法学部卒業、ペンシルベニア大学ロースクール修了、LL.M.の学位を取得。

### 官界
公正取引委員会事務局に採用後、官房審議官を経て、審査局や経済取引局にて局長に就任、その後、第5代公正取引委員会事務総長に就任した。
2006年、知的財産戦略本部が商業用レコードの再販売価格維持制度廃止を提言したことに対し、新聞・出版業界の既得権益化を強化しかねないとして拒否。新聞特殊指定廃止を優先する方針を表明したが、国会内で激しい抵抗に遭い廃止を断念した。

### 学界
中央大学法学部や大学院法学研究科などで講師を務めた。公正取引委員会退官後は、一橋大学大学院国際企業戦略研究科経営法務専攻教授に就任し、独占禁止法などの講義を行っている。

## エピソード

### 国会同意人事の撤回騒動
2008年、山田昭雄（第4代公取委事務総長）の公正取引委員会委員の退任に伴い後任に内定し、国会同意人事への閣議決定が行われた。しかし、著書の経歴において弁護士資格を有していないにもかかわらず「弁護士」の肩書きを用いていたことが問題視され、国会への同意案件が政府によって採決前に取り下げられる異例の事態となった。
1994年から1995年、上杉は雑誌『国際商業』に論文を6回掲載したが、出版社の判断により名義は「弁護士・大野金一郎」としていた。公正取引委員会は、上杉が肩書きを積極的に使用したわけではないとしており、11月20日の時点では事務総長の松山隆英も「（他の弁護士数名との共同筆名での）ペンネームだったし、問題ない」 と述べていた。この件は公正取引委員会から内閣に対し報告されており、11月20日の時点で総理大臣官邸は上杉に弁護士資格がないことを把握していた。
さらに、上杉の著書『実務解説独占禁止法』の宣伝チラシには、上杉の実名とともに「一橋大学大学院教授・弁護士」と記載されていたことが明らかになった。上杉は「出版社のミス」 と説明しており、公正取引委員会も11月20日の時点では出版社の誤りであり問題ないと判断していた。
これらの情報は公正取引委員会から事前に内閣には伝えられていたが、11月21日朝になっても自由民主党側には伝えられなかった。野党からの指摘を受け、自民党国会対策委員長大島理森は公正取引委員会委員長竹島一彦を呼び出し説明を求め、初めてチラシ問題を知らされた。大島は竹島を叱責し政府に人事案撤回を要請し、同日の参議院本会議での採決直前に政府は撤回した。
内閣官房長官河村建夫は「事前に十分調査する必要があった」 と述べ、人事案撤回について謝罪した。上杉は、弁護士と誤記されたことを知ってからも訂正等の要請はしておらず、公正取引委員会に対し「不注意があった」 と謝罪した。チラシを作成した第一法規では、上杉が法律事務所に所属していたため担当者が誤解したと説明し「弊社のミスによる。多大な迷惑をお掛けした」 と発表した。

## 略歴
岐阜県出身。
- 1970年 - 東京大学法学部卒業。
- 1970年 - 公正取引委員会事務局入局。
- 1973年 - ペンシルベニア大学ロースクール修了。
- 1981年 - 在アメリカ合衆国大使館一等書記官。
- 1992年 - 中央大学法学部講師。
- 1995年 - 公正取引委員会事務局官房審議官（経済担当）。
- 1996年 - 公正取引委員会事務局官房審議官（総務担当）。
- 1997年 - 公正取引委員会経済取引局取引部長。
- 1998年 - 中央大学大学院法学研究科講師。
- 2000年 - 公正取引委員会審査局長。
- 2002年 - 公正取引委員会経済取引局長。
- 2003年 - 公正取引委員会事務総長。
- 2006年 - 公正取引委員会事務総長を退任。
- 2017年11月 - 瑞宝重光章受章。

## 著作

### 単著
- 上杉秋則著『独禁法の来し方・行く末――支流から本流への歩み』第一法規、2007年。ISBN 9784474022898

### 共著
- Hiroshi Iyori, Akinori Uesugi, The antimonopoly laws of Japan, New York: Federal Legal Publications, 1983. ISBN 0879450398
- Hiroshi Iyori, Akinori Uesugi, Christopher Heath, Das japanische Kartellrecht, Köln: C. Heymann, 1994. ISBN 3452226883
- H. Iyori, A. Uesugi, The antimonopoly laws and policies of Japan, New York: Federal Legal Publications, 1994. ISBN 0879450762
- 上杉秋則ほか著『21世紀の競争政策――その変化と方向性』東京布井出版、2000年。ISBN 481091139X
- 上杉秋則・山田香織著『リニエンシー時代の独禁法実務――グローバル経済下におけるコンプライアンス対応』レクシスネクシス・ジャパン、2007年。ISBN 9784841904857

### 編著
- 上杉秋則編著『特許・ノウハウライセンス契約ガイドラインQ&A』商事法務研究会、1989年。ISBN 4785704551
- 根岸哲ほか共編『技術取引契約の実務――公正取引委員会ガイドラインの争点』商事法務研究会、1990年。ISBN 4785705302
- 上杉秋則編著『特許・ノウハウライセンス契約と共同研究開発Q&A――公正取引委員会ガイドラインの解説』商事法務研究会、1993年。ISBN 4785706619
- 伊従寛・上杉秋則共編『知的所有権と独占禁止法』商事法務研究会、1998年。ISBN 4785770236